# 양다일
양다일(1992년 2월 21일 ~ )은 대한민국의 R&B 가수로, 소속사는 브랜뉴뮤직이다.

## 학력
- 대진고등학교 (졸업)
- 서울예술대학교 실용음악과 (중퇴)

## 음반 목록

### 정규
- Say (2016.04.27)
- Us (2016.11.03)
- inside (2017.12.29)
- our joys and sadnesses (2021.01.22)

### 싱글
- Brand New Music Project Single 'Brand New Year Vol.3 - Brand New Day' (2014.12.05)
- 우린 알아 (2015.03.05)
- 놀이 (2015.05.20)
- 널 (2015.10.01)
- BRAND NEW YEAR 2015 [BRAND NEW SHIT] (2015.12.09)
- 혼자 메리 크리스마스 (2015.12.17)
- Loveagain (2016.03.29)
- 오늘 쓱 (2016.04.29)
- Merry Summer (2016.07.20)
- 그리워 (2016.08.31)
- 네게 (2017.02.19)
- 너는 어때 (2017.03.29)
- 한 편의 너 (2017.08.09)
- BRANDNEW YEAR 2017 'BRANDNEW SEASON' (2017.12.15)
- 그해 여름 (2018.07.02)
- 고백 (2018.10.15)
- [Vol.6] 유희열의 스케치북 10주년 프로젝트 : 세 번째 목소리 '유스케 X 양다일' (2019.02.23)
- [Vol.7] 유희열의 스케치북 10주년 프로젝트 : 세 번째 목소리 '유스케 X 양다일' (2019.03.02)
- skepticism (2019.06.26)
- My Love (2019.07.10)
- Dingo X BRANDNEW MUSIC (2019.10.27)
- 헤어진 우리가 지켜야 할 것들 (2019.12.01)
- 이해 (2020.04.27)

### OST
- 하백의 신부 2017 (tvN 월화드라마) OST - Part.1 : 이렇게 좋은 이유
- 병원선 (MBC 수목드라마) OST - Part.3 : Touch Of Love
- 라라(Live Again, Love Again) OST - Part.4 : It was you
- 연애포차 (웹드라마) OST - Part.1 : 사실은
- 위대한 유혹자 (MBC 월화드라마) OST - Part.4 : 곁
- 내 뒤에 테리우스(MBC수목드라마) OST - Part.5 : 언제쯤 보일까
- 홍천기 (SBS 월화드라마) OST Part.3 그대와 나
- 구미호뎐 (Tvn 수목드라마) OST Part. 4 <새벽일기>

## 수상목록
- 2019년 제28회 하이원 서울가요대상 올해의 발견상
- 2019년 제3회 소리바다 베스트 케이뮤직 어워즈 R&B 아티스트상